# レイン・ミカムラ
レイン・ミカムラは、テレビアニメ『機動武闘伝Gガンダム』に登場する架空の人物。同作のメインヒロイン。
担当声優は天野由梨。天野の休業中、『GUNDAM EVOLVE 3』やガンダム関係のゲーム及び『サンライズ英雄譚シリーズ』ではならはしみきが務めた。

## 人物
- 国籍：ネオ・ジャパン
- 生年月日：F.C39年10月3日
- 年齢：20歳
- 身長：167cm
- 体重：不明[1]
- 血液型：A型
- 星座：天秤座
- 特技：合気道、医療技術、メカ整備
- 趣味：茶道、華道

主人公ドモン・カッシュとは幼馴染であり、彼と行動を共にするサポートクルーである。医者としての資格を持つ他、メカニック整備・スパイ活動・ガンダムの操縦までこなす才媛。
性格は明るく、責任感も強いため、ドモンを献身的にサポートするが、時にその責任感が彼女に重くのしかかることもあった。メカニックとしてはもとより、医師としての腕も確かで彼女を頼る人物も多い。当初は身勝手な行動を取るドモンに対し度々「ドモンのバカ！ もう絶交よ！」と口にして怒る場面があったが、常に彼を心配し、思いやっている。物語が進むに連れてドモンとの仲も進展し、心から信頼し合う大切なパートナーとなる。また、ドモンが持つ兄・キョウジの写真は、幼い頃に彼女が撮影したものである。
護身用として拳銃を所持する他、コンパクトにはバリア機能・通信機・懐中電灯といった多彩な機能が備わっており、イヤリングからは相手を麻痺させる光を放つ。射撃の腕前はよく、遠くから相手の銃を撃ち落としたこともある。
ガンダムファイターではないが、デビルガンダム軍団との戦いではシャイニングガンダムやライジングガンダムに搭乗して活躍する場面も度々あった。ファイティングスーツは桃色と黒を基調とし、ハイレグ水着をイメージしたようなデザイン。足下はヒールになっている他、他のファイターのスーツとは異なり、脚部のアンテナの部分にリング状の物体はついていない。ガンダムファイターでないゆえにシャイニングガンダム搭乗時はファイティングスーツを装着する際の負担に苦しんでいたが、ライジングガンダム搭乗時は以前ほど苦労しなかったようである。
ナース姿の他、シュバルツ・ブルーダーのセコンドについた際は彼と同じ覆面を被ったり（ボンボン版では被らず）と、多彩なコスプレも披露。ライジングアロー発動時にイメージとして弓道着姿も登場する。
終盤でデビルガンダム事件の真の黒幕がネオジャパンのウルベ少佐であり、父がその陰謀に加担していた事実を知ってショックを受け、罪悪感からドモンと距離を置くようになる。そして罪滅ぼしのために改心した父と共にウルベを止めようとするものの暴走するウルベによって父を撃たれ、更にデビルガンダムの生体ユニットとして利用されてしまう。救出に来たドモンを罪悪感から拒んでしまうが、素直な思いを正直に表に出したドモンの一世一代の愛の告白を聞いたことで心を開き、デビルガンダムから解放される。そしてドモンと共に「石破ラブラブ天驚拳」を放ってデビルガンダムを消滅させ、地球へと凱旋する。
彼女の名前は父ミカムラ博士に「大地の恵みの雨のように、大地を潤すような女性になるように」とつけられた。

## キャラクター背景
ドモンが家を出ている間、レインはコロニー大学で医学を専攻していた。そこで後にネオトルコ代表となるセイット・ギュゼルと恋人めいた関係となり、彼からのアプローチに答える約束をしていたが、デビルガンダム事件の事を父に聞かされ、急遽ネオジャパンコロニーに帰国することになりセイットとの約束を破ってしまう。
ドモンの母の墓前で10年ぶりに彼と再会し、ミカムラ博士の進言によりドモンのサポートクルーとなる。

## 劇中での活躍
世界放浪編
ドモンと共に彼の兄・キョウジの手がかりを求めて各国を放浪。ファイトの後はシャイニングガンダムの修理を行ってからドモンと合流していたようである。独自に行動を取ることの多いドモンに振り回されることもあった。
新宿編
ドモンと共にデビルガンダム反応の現れた新宿に向かう。そこでドモンは師匠である東方不敗マスター・アジアと再会。ドモンが不在の間に襲ってきたデスアーミーに対抗するため、シャイニングガンダムのモビルトレースシステムを作動させる。一蹴してドモンの所へ向かうも、マスターガンダムからの襲撃を食らう。そして、シャイニングガンダムがマスターガンダムのダークネスフィンガーとの押し合いに負けそうになった時にドモンと二人でシャイニングフィンガーを放って撤退させる。その後、マスターの行動に不審なものを感じ、彼の行方を探るが、マスターの仕掛けた罠により新宿の地下にあるゾンビ兵の培養カプセルまで誘導される。カプセルに入る前に我に返った彼女は、カプセルに閉じ込められていたチボデーギャルズや恵雲、瑞山、レイモンド、ナスターシャを救出。マスターの企みに気づき、彼の催眠術に洗脳されそうになったドモンに訴えかけ、助けている。
ギアナ高地編
決勝大会まで残り3日と差し掛かった中、ドモンが最後の修行に洞窟へと篭った後、デスアーミーが襲撃。レインはシャイニングガンダムを再び操縦。チボデー達の助けを借りながらも、ドモンと合流するがマスターガンダムの攻撃を受けたため、シャイニングガンダムは破損。シャッフル同盟が修理の時間を稼ぎ、レインは高熱にも拘らずドモンと共にシャイニングガンダムを修理。過労で倒れたレインはネオロシアの輸送機で一足先にネオホンコンに到着するが、ドモンはギアナ高地に残り戦う。その後、ドモンのもとにゴッドガンダムが届けられる。レインが脳波通信機によりドモンとリンクした際、ドモンにとってレインが大切な存在であると知り、レインも「今ほど大切に思ったことはない」と言葉を告げ、ゴッドガンダムにシャイニングガンダムのデータを転送する。タイムリミット寸前にドモンはネオホンコンに到着し、二人は再会できたことを喜ぶ。
決勝大会
ネオジャパンの宿舎が肌に合わないと出て行ったドモンと共に、老人ハンのジャンク船で生活する。これまで同様にサポートを続けていたが、ネオスウェーデンの女性ファイターであるアレンビー・ビアズリーの登場により、ファイター同士の世界に次第に入り込めないことに疎外感を抱き始める。その後、アレンビーがウォン・ユンファの企みによって拉致され行方不明となった際、レインはその場に居合わせたにもかかわらず事態を防げなかった事をドモンに詰られ、最終試合のガンダムシュピーゲル戦を前に辞表を提出。一人あてもなく街をさまよっていた際にキョウジを見かけ、彼を追うがそこにいたのはシュバルツ・ブルーダーだった。彼にキョウジと似た親しみを感じたレインは、ドモンの戦いを正反対から見てみるようにと薦められ、シュバルツのセコンドにつく。しかしハイパーモードの回路が故障し窮地に陥ったドモンを見過ごせなくなり、応急処置の方法をアドバイスする。ゴッドガンダムは勝利し、全勝を達成したドモンにレインは駆け寄り、ドモンもまた自分にとって彼女がいかに必要な存在かを認め、謝罪する。その後、救護班に手当を受けたシュバルツがマスクを剥がされた事で、彼の素顔がキョウジそのものであったことが判明する。
決勝バトルロイヤル
看護師に扮してシュバルツの運ばれた病院に潜入したレインは、デビルガンダム事件の真相が父・ミカムラ博士とウルベの共謀であったことを知る。シュバルツをランタオ島に行かせるために、彼に電気ショックによる荒療治を施す。彼女もライジングガンダムを駆り、ランタオ島に向かう。バーサーカーモードで暴走するアレンビーのノーベルガンダムと交戦。バーサーカーシステムを破壊し、ウォルターガンダムを撃破。アレンビーは救助される。
デビルガンダム軍団最終決戦
大会終了直後、ミカムラ博士と共にウルベの野望を止めようとするが、ウルベの手で父は重傷を負わされ、自身はデビルガンダムの生体ユニットにされてしまう。父の罪からドモンを拒絶し、生体ユニットから脱せずにいたレインであったが、ドモンの愛の告白により生体ユニットから脱し、2人の力でデビル本体を破壊し、デビルガンダム事件に終止符を打った。

## 主な搭乗機
- JMF-1336R ライジングガンダム
- GF13-017NJ シャイニングガンダム
- JDG-009X デビルガンダム

## テーマソング
ステ犬のブルース
作詞 - 安藤芳彦、作曲・編曲 - 保刈久明、歌 - 関智一、天野由梨、秋元羊介
夢のはざまで〜In my dream〜
作詞 - 錦織貴子、作曲 - 前田克樹、編曲 - 岸村正実、歌 - 天野由梨

## その他
- レイン役の天野はレインを「憧れのタイプの女性」に挙げている。オーディションの時、レインの性格は"世話好きで姉さん女房"と書かれていたが、これは天野の姓名判断と全く同じ結果だったという[2]。
- CDドラマ「世界高達骨牌拳」ではドモンやシャッフル同盟の仲間達と共に映画を見に行く。概ね落ち着きのない行動を取るドモンのなだめ役だが、映画内にマスター・アジアが現れるや否や彼に「変態おさげジジイ！」と暴言を吐いた。また映画では何故かネオチャイナ代表ファイターとして、ドラゴンガンダムに乗っていた。
- CDドラマ『サンライズワールドI〜オープン直前、キャラ大混乱！！』ではサンライズワールドの住人として登場。ドモンと自分の理想の新婚生活を送っていたが、サンライズワールドの鍵を探しにきた一行が来訪。食事の邪魔をされ、ドモンのために作った肉団子を全部食べられたり、部屋を荒らされたことにぶち切れ、石破ラブラブ天驚拳で撃退している。
- 『ガンプラエクストリーム』の登場人物の赤井香奈に瓜二つの閻魔大王のファイティングスーツにはレインのものが用いられた（乗機は「MG マスターガンダム」の改造機の閻魔ガンダム）
- テレビアニメ作品『ガンダムビルドファイターズ』の第23話にはファイティングスーツを纏ったレインのそっくりさんのMCが登場した。同作ではレイン以外にも歴代ガンダムキャラのそっくりさんがモブキャラとして多数登場している。

## 評価
『愛と戦いのロボット 完全保存版』で発表されたアンケート「みんなで選ぶロボットアニメーションベスト100」では、「一番お気に入りのヒロインは？」で第10位にランクインした。